# Протока Сенявіна
Протока Сеня́віна (рос. Пролив Сеня́вина) — протока в північно-західній частині Берингового моря, біля берегів Чукотського півострова, між островами Аракамчечен та Ітигран.
Названа Ф. П. Літке на честь російського адмірала Д. Н. Сенявіна.

## Топографія
У північному кінці протоки, за декілька кілометрів від мису Неегчан, в протоку впадає річка Моріч. Південніше цієї річки знаходиться губа Пенкегней, оточена високими горами. На північний захід від губи розташована бухта Адлера, південніше — губа Аболешева і Мис Мертенса.
Найближчий населений пункт — село Янракиннот.

## Гідрологія
По протоці проходить течія арктичних вод із півночі. Протока замерзає в грудні, при цьому льодовий покрив нерідко руйнується штормами і розноситься течіями. Кожної зими характерне утворення заприпайної ополонки. Розкриття акваторії трапляється в середині червня, повне звільнення від решти льоду може тривати до початку липня.
Середня глибина протоки становить 30-40 м. Припливи півдобові, різниця рівнів моря в велику і малу воду сягає 1,5 м.
У місці впадання в акваторію протоки річки Ключовий розташоване хлоридно-натрієве термальне джерело з температурою близько +80 °C.

## Клімат
Клімат в районі протоки океанічний, прохолодний, при цьому відносно м'який. Річна амплітуда температур не перевищує 40 °C. Середньорічна температура повітря становить 4,9 °C, мінімальна температура становила -42 °C, максимальна +21 °C. Безморозний період триває 68 днів. Влітку часто трапляються шторми і тумани. Річна сума опадів становить 530 мм. У зимовий період часті завірюхи, стійкий сніговий покрив зберігається 248 днів на рік.

## Фауна
У Сенявінскій протоці висока концентрація гніздувань морських птахів і трансконтинентальних мігрантів, тут облюбували місце відпочинку і нагулу морські ссавці — білухи, сірі кити, тихоокеанські моржі. Іноді зустрічаються косатки і гренландські кити.

## Звіробійний промисел
Акваторія протоки традиційно використовується місцевими ескімосами для промислу моржа, білухи, і в обмеженому обсязі — китів. Полювання на прибережних моржевих лежбищах суворо заборонено.

## Культурна спадщина
В околицях протоки виявлено більше десятка археологічних пам'яток давньоескімоських культур, що відносяться до різних епох — від давньоберингоморської (3-4 тис. років тому) до рецентної ескімоської (100—500 років). Найвідоміша — святилище «Китова алея» на острові Іттигран.
У протоці встановлено пам'ятник китобійної флотилії «Алеут».